# ナタリア・ミフネビッチ
ナタリア・ミフネビッチ（ベラルーシ語:Наталля Міхневіч、ローマ字:Natallia Mikhnevich 、1982年5月25日 - ）は、ベラルーシの陸上競技選手。2008年北京オリンピックの銀メダリストであったが、2016年に検体の再検査でドーピング違反が発覚しメダルを剥奪され記録も抹消された。ロシア共和国スタヴロポリ地方ネヴィンノムイスク出身。

## 経歴
ミフネビッチは、女子砲丸投選手としてジュニアの時代から活躍し、（当時は、ナタリア・ホロネコと名乗っていた。）1999年の世界ユース選手権で銀メダル、2000年の世界ジュニア選手権では銅メダル、2001年のヨーロッパジュニア選手権では金メダルを獲得している。
初めてのオリンピックとなった、2004年アテネオリンピックは、アテネではなく、オリンピア遺跡のスタジアムで行われ、18m96で5位に終わる。翌年のヘルシンキの世界選手権でも8位という結果に終わっている。しかし、2006年3月にモスクワで行われた世界室内選手権では、19m84でドイツのナディーネ・クライネルトらをおさえ金メダルを獲得。同年夏のヨーテボリで開催されるヨーロッパ選手権では優勝候補として見られた。ヨーテボリでは、5投目を終わって、同じベラルーシのナデジダ・オスタプチュクが19m42でトップであったが、最終投てきでホロネコが19m43を投げ逆転。わずか1cm差で金メダルを獲得した。
ホロネコは、同じベラルーシの砲丸投の選手で2003年の世界選手権チャンピオンのアンドレイ・ミフネビッチと結婚し、2007年に息子を出産した。
ミフネビッチは、出産後カムバックし2008年北京オリンピックに出場、20m28でニュージーランドのバレリー・ビリに次いで銀メダルを獲得した。なお、北京では夫のアンドレイ・ミフネビッチも男子砲丸投で銅メダルを獲得し、夫婦でメダリストとなった。

## 自己ベスト
- 砲丸投 - 20m70 (2008年7月8日)

## 主な実績
| 年   | 大会                               | 場所                         | 種目   | 結果        | 記録          |
| ---- | ---------------------------------- | ---------------------------- | ------ | ----------- | ------------- |
| 1999 | 世界ユース陸上選手権               | ブィドゴシュチュ(ポーランド) | 砲丸投 | 2位         | 15m57         |
| 2000 | 世界ジュニア陸上選手権             | サンティアゴ(チリ)           | 砲丸投 | 3位         | 16m40         |
| 2001 | ヨーロッパジュニア陸上選手権       | リスボン(ポルトガル)         | 砲丸投 | 1位         | 16m92         |
| 2004 | オリンピック                       | アテネ(ギリシャ)             | 砲丸投 | 5位         | 18m96         |
| 2005 | 世界陸上選手権                     | ヘルシンキ(フィンランド)     | 砲丸投 | 8位         | 18m34         |
| 2005 | ユニバーシアード                   | イズミル(トルコ)             | 砲丸投 | 1位         | 18m86         |
| 2005 | IAAFワールドアスレチックファイナル | モンテカルロ(モナコ)         | 砲丸投 | 3位         | 18m80         |
| 2006 | 世界室内陸上選手権                 | モスクワ(ロシア)             | 砲丸投 | 1位         | 19m84         |
| 2006 | ヨーロッパ陸上選手権               | ヨーテボリ(スウェーデン)     | 砲丸投 | 1位         | 19m43         |
| 2006 | IAAFワールドアスレチックファイナル | シュトゥットガルト(ドイツ)   | 砲丸投 | 1位         | 19m81         |
| 2006 | IAAFワールドカップ                 | アテネ(ギリシャ)             | 砲丸投 | 4位         | 19m06         |
| 2008 | オリンピック                       | 北京(中国)                   | 砲丸投 | 2位（抹消） | 20m28（抹消） |